# クリスチャン・ゴットフリート・エーレンベルク
クリスチャン・ゴットフリート・エーレンベルク（Christian Gottfried Ehrenberg、1795年4月19日 - 1876年6月27日）はドイツの博物学者・動物学者・比較解剖学者・地質学者、そして優れた顕微鏡の使い手であり、当時最も有名で活動的な研究者の一人であった。

## 若年期
エーレンベルクは裁判官の息子として、ライプツィヒ近郊の都市デーリッチュに生まれた。若年期にベルリンで神学、次いで医学と自然科学を学び、著名な探検家であるアレクサンダー・フォン・フンボルトと親交を持った。1818年、菌類に関する内容で博士論文 "Sylvae mycologicae Berolinenses" をまとめた。
1820年から1825年にかけて、エーレンベルクは友人の Wilhelm Hemprich とともに中東地域の採集旅行に出かけ、何千もの動植物の標本を収集した。エーレンベルクはエジプトやリビア砂漠、ナイル川流域、紅海北部の沿岸を探索し、特に紅海ではサンゴの重点的な研究を行った。続けてシリアやアラビア半島、エチオピアを探査している。この旅行の手記とそこで得られた貴重な試料の数々については、翌1826年にフンボルトが報告している。
帰還後、エーレンベルクは昆虫やサンゴについて数編の論文を発表した。また、哺乳類・鳥類・昆虫類に関しては二巻にわたる著書 "Symbolæ physicæ."（1828-1834年）に詳細を綴り、出版した。他の研究成果については学会や研究会などの場で報告している。

## 微生物の研究
エーレンベルクは1827年、ベルリン大学の医学の教授に任命された。就任して2年後の1829年、フンボルトに同行して東ロシアから中国国境にかけてを探索した。この旅行から戻ったエーレンベルクは、それまで体系的な研究が行われていなかった微生物の研究に注力し始めた。
30年近くの間、エーレンベルクは水や土壌、堆積物、風塵、岩石などの試料を観察し、何千もの微生物の新種記載を行った。この中にはユーグレナ藻のようなよく知られた鞭毛虫、ゾウリムシに代表される繊毛虫、そして多くの微化石が含まれ、発表された論文は400編近くに達した。エーレンベルクは特に単細胞の原生生物（藻類）の仲間である珪藻に興味を持っていたが、同時に放散虫についても多くの研究を重ね、命名を行った。
これらの研究は、例えば珪藻土が研磨剤やその他の用途に利用されるなどの実学面での貢献もさることながら、微生物とある種の岩石圏（チョークや淡水・海水の堆積物など）との関わりについて大きな知見をもたらした。エーレンベルクが明らかにするまで、相当量の岩石が微生物の化石に由来することなどは知られていなかったのである。エーレンベルクはまた、海で見られる燐光が生物発光によるものであることを解明した。
エーレンベルクは1837年にロンドン王立協会の外国人メンバーとなり、次いで1839年にはロンドン地質学会から最高の栄誉であるウォラストン・メダルを贈呈された。晩年まで深海や様々な累層の微生物を観察し続け、1876年6月27日にベルリンにて死去した。エーレンベルクの墓碑は、ベルリンのプレンツラウアー・ベルク地区に建てられた。

## 遺産

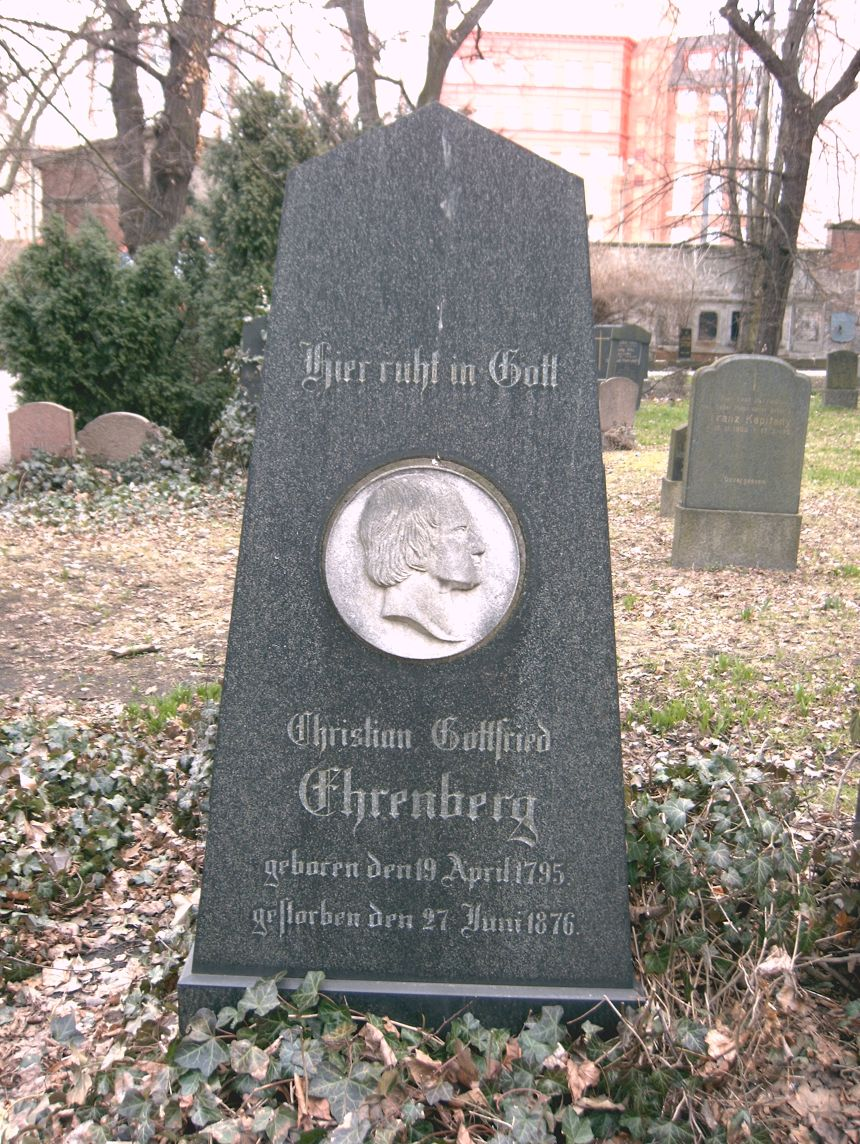
エーレンベルクの墓碑

1876年にエーレンベルクが没して後、彼の収蔵物はベルリン大学のフンボルト博物館に寄贈された。「エーレンベルク・コレクション」は 40,000 枚のプレパラート、5,000 の標本、そして 3,000 枚のスケッチと 1,000 通近い手紙より成る。エーレンベルクはレーウェンフック・メダルの初代受賞者（1877年）でもある。
故郷であるデーリッチュには、エーレンベルクの名を冠した学校である "Ehrenberg-Gymnasium" が設立されている。毎年最も優秀な成績を修めた生徒に対しては「エーレンベルク賞」が授与され、あわせて奨学金が支給される。

## 献名
生物の学名の中にも、著名な生物学者であるエーレンベルクにちなんで命名（献名という）されたものが数多く存在する。種小名をエーレンベルクに献名する場合、彼の名前 "ehrenberg" に -i- を挟んでラテン語の男性属格の語尾 -i を付加した "ehrenbergii" が使われることになる。彼が研究したユーグレナ藻の一種である Euglena ehrenbergii Klebs, 1883 をはじめ、昆虫や高等植物など様々な生物に彼の名が付いている。

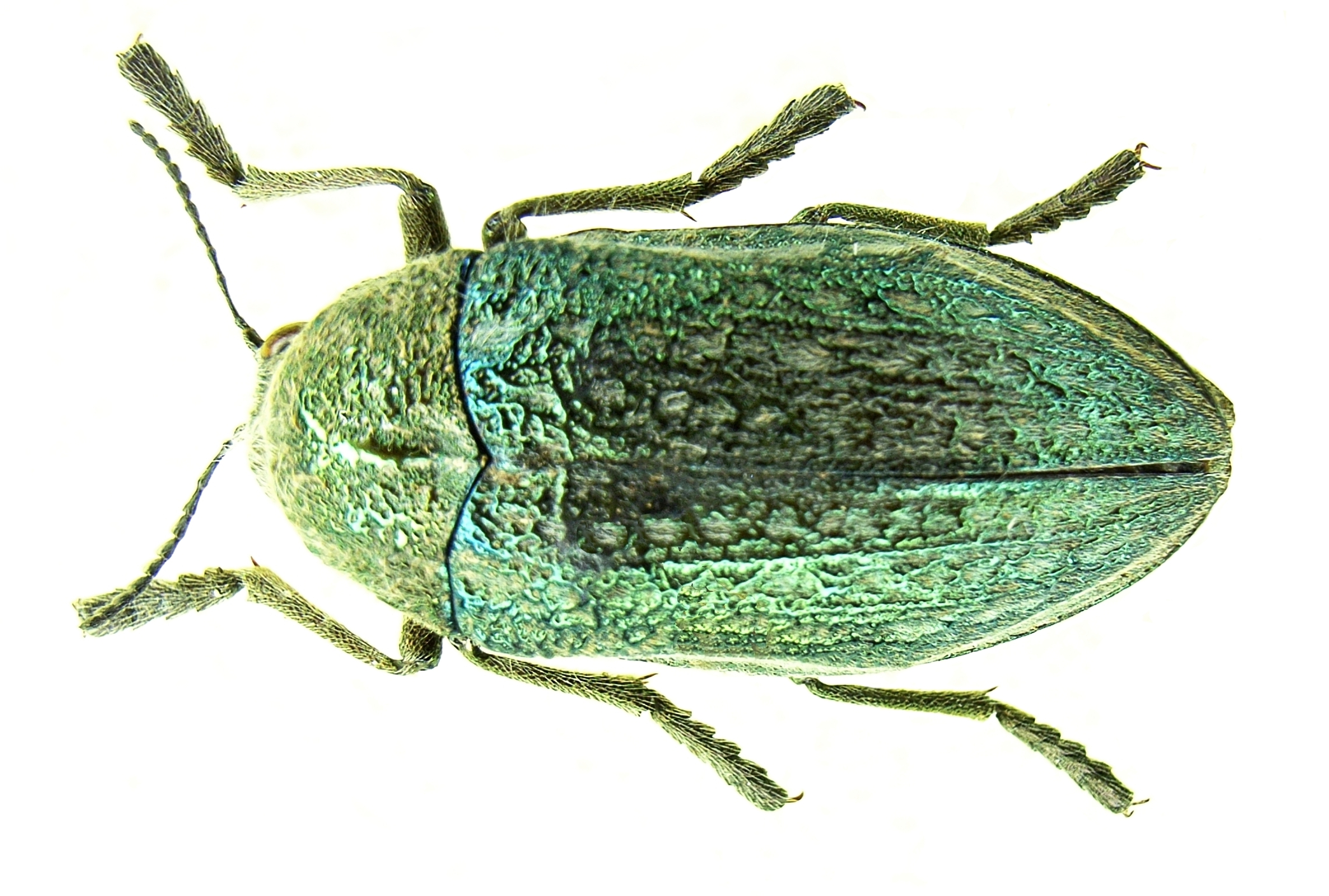
Julodis ehrenbergii
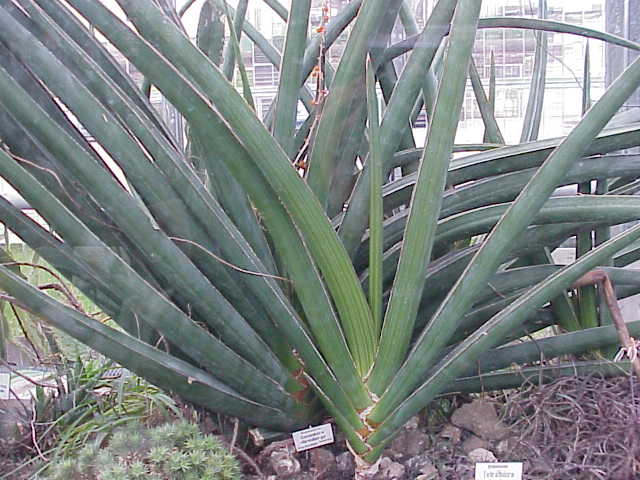
Sansevieria ehrenbergii

エーレンベルク自身が命名・記載した動植物は数多いが、自分に対して献名する事は無いため、それらの生物は ehrenbergii を名乗らない。

## 著作
エーレンベルクの主な論文・著書を列挙する。
- Fortsetzung der mikrogeologischen Studien. in Abhandlungen der königlichen Akadademie der Wissenschaft Berlin 1875.
- Aufbau von Bacillarien-Wänden. 1872.
- Gedächtnissrede auf Alexander von Humboldt. Oppenheim, Berlin 1870.
- Gedächtnissrede gehalten am 3. August 1856. Berlin 1856.
- Über die Stellung der Universitäten im Staate. Berlin 1856.
- Mikrogeologie. Voss, Leipzig 1854–56.
- Über die Formbeständigkeit und den Entwicklungskreis der Organischen Formen. Dümmler, Berlin 1852.
- Passat-Staub und Blut-Regen. Berlin 1849.
- Mittheilungen über den rothen Passatstaub und das dadurch bedingte Dunkelmeer der Araber. Reimer, Berlin 1848.
- Rede zur Feier des Leibnitzischen Jahrestages über Leibnitzens Methode, Verhältniss zur Natur, Forschung und Briefwechsel mit Leeuwenhoek. Voss, Leipzig, Berlin 1845.
- Verbreitung und Einfluss mikroskopischen Lebens in Süd- und Nord-Amerika. Berlin 1843.
- Über noch zahlreich jetzt lebende Thierarten der Kreidebildung. Berlin 1840.
- Die Bildung der europäischen, libyschen und arabischen Kreidefelsen und des Kreidemergels aus mikroskopischen Organismen. Berlin 1839.
- Mikroskopische Analyse des curländischen Meteorpapiers von 1686. Berlin 1839.
- Atlas über Infusionsthierchen. Voss, Leipzig 1838.
- Die Infusionsthierchen als vollkommene Organismen. Voss, Leipzig 1838.
- Die fossilen Infusorien und die lebendige Dammerde. Berlin 1837.
- Beobachtung einer auffallenden bisher unerkannten Structur des Seelenorgans bei Menschen und Thieren. Berlin 1836.
- Zusätze zur Erkenntnis grosser Organisationen im kleinen Raume. Berlin 1836.
- Das Leuchten des Meeres. Berlin 1835. (co: Bernhard Wienker)
- Organisation in der Richtung des kleinsten Raumes. Berlin 1834.
- Zur Erkenntniss der Organisation in der Richtung des kleinsten Raumes. Dümmler, Berlin 1832.
- Organisation, Systematik und geographisches Verhältniss der Infusionsthierchen. Berlin 1830.
- Symbolæ physicæ. Berlin 1828–45. (co: Friedrich Wilhelm Hemprich und Johann Christoph Klug)
- Die geographische Verbreitung der Infusionsthierchen in Nord-Africa und West-Asien. Berlin 1828.
- Naturgeschichtliche Reisen durch Nord-Afrika und West-Asien in den Jahren 1820 bis 1825 von Dr. W. F. Hemprich und Dr. C. G. Ehrenberg, Historischer Theil. Mittler, Berlin 1828.
- Reisen in Aegypten, Libyen, Nubien und Dongala. Mittler, Berlin, Posen, Bromberg 1828.
- Beitrag zur Characteristik der nordafrikanischen Wüsten. Schade, Berlin 1827.
- Sylvae mycologicae Berolinensis. Bruschcke, Berlin 1818.

## 関連文献
- Landsberg, Hannelore: Christian Gottfried Ehrenberg. Darwin, München 2001.
- Laue, Max: Christian Gottfried Ehrenberg. Springer, Berlin 1895.
- Schlegel, Martin: Christian-Gottfried-Ehrenberg-Festschrift. Leipzig 1996. ISBN 3-929-03192-2
- Johannes Hanstein: Christian Gottfried Ehrenberg : ein Tagwerk auf dem Felde der Naturforschung des neunzehnten Jahrhunderts. Bonn : Marcus, 1877